# ديانا بوليمار
ديانا لورا بوليمار (من مواليد 22 أغسطس 1995) لاعبة جمباز فنية رومانية وبطلة أوروبا مرتين مع رومانيا. كانت جزءًا من الفريق الروماني في الألعاب الأولمبية  الصيفية 2012 التي فازت فيها بالميدالية البرونزية.

## روابط خارجية
- ديانا بوليمار على موقع الاتحاد الدولي للجمباز (licence) (الإنجليزية)
- ديانا بوليمار على موقع الاتحاد الدولي للجمباز (biography) (الإنجليزية)
- ديانا بوليمار على موقع اللجنة الأولمبية الدولية (الإنجليزية)
- ديانا بوليمار على موقع أوليمبيديا (الإنجليزية)
- ديانا بوليمار على موقع اللجنة الأولمبية الرومانية (الرومانية)